# Fortezza di Le Castella

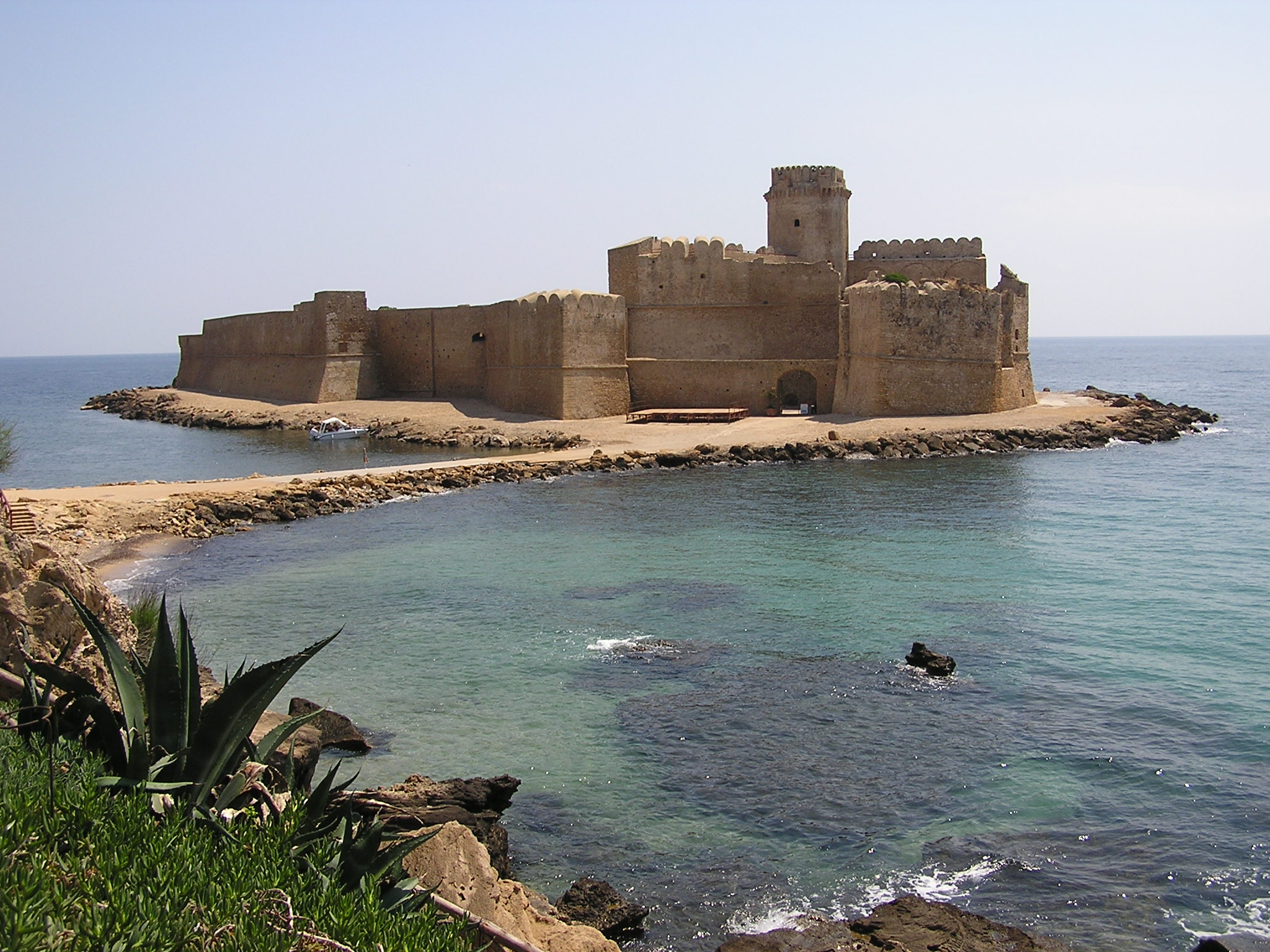
Fortezza di Le Castella in Isola di Capo Rizzuto

Die Fortezza di Le Castella, üblicherweise auch nur Castello (dt.: Burg) genannt, ist die Ruine einer Festung auf einer ins Meer hinausragenden kleinen Halbinsel im Ortsteil Le Castella der Gemeinde Isola di Capo Rizzuto in der italienischen Region Kalabrien. Sie liegt an der Via San Marco. Vermutlich liegen ihre Ursprünge in der Zeit der Magna Graecia.

## Geschichte

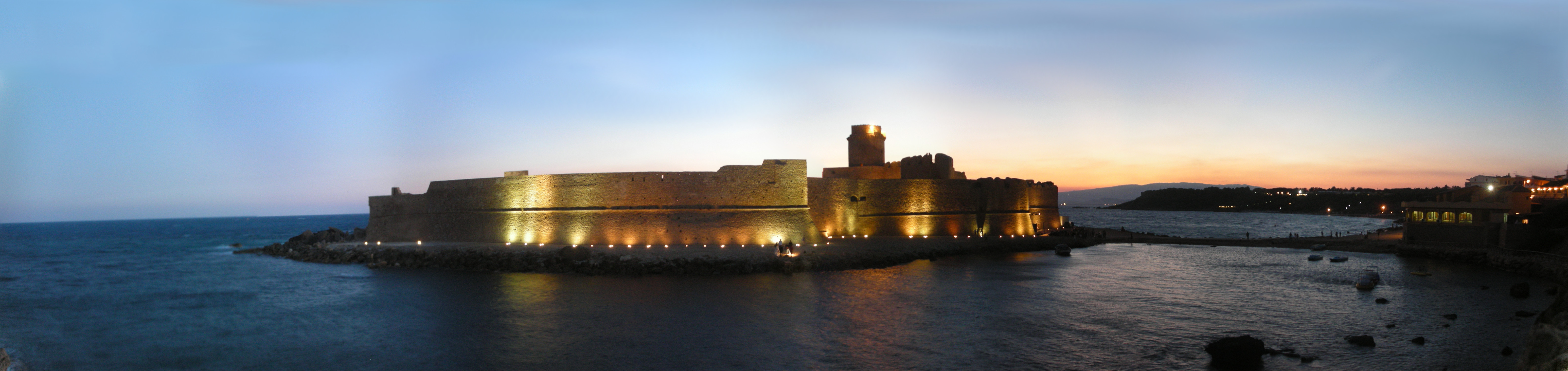
Panoramaansicht der Fortezza di Le Castella

Ein Sturm in den 1970er-Jahren förderte unter den Fundamenten der Festung auf der Rückseite der Ostflanke eine große, etwa 40 Meter lange Mauer zutage, deren Bautechnik mit Kalksteinblöcken und kleinen Steinquadraten, die schachbrettartig angeordnet sind, stark der einer hellenistischen Mauer in Velia ähnelt: Deren Datierung schwankt zwischen der zweiten Hälfte des 4. Jahrhunderts v. Chr. und dem 3. Jahrhundert v. Chr. Dies lässt an eine alte Wellenbrechermauer denken oder an etwas, das von krotonischen Phrourion übriggeblieben ist, also von einem militärischen Vorposten und natürlichen Zwischenstopp für Schiffe. Die Festung war keine Residenz für Adlige oder Lehensherren, kann also nicht als Burg angesehen werden, sondern eher als Festung; eine Burg wurde in einem Gebiet im Inneren der Siedlung errichtet und war Residenz der Herren eines Lehens; eine solche Darstellung gibt es auf dem Wappen der Universität von Le Castella. In der Festung gab es neben der Umfassungsmauer mit dem Bergfried und den verschiedenen militärischen Einrichtungen auch zivile und religiöse Gebäude, weil es in ihrem Inneren auch eine Siedlung gab, in der nicht nur die Soldaten der Garnison untergebracht waren, sondern auch diejenigen, die in der Gegend wohnten; es ist aufgeschrieben, dass sich mindestens von der zweiten Hälfte des 17. Jahrhunderts bis zum Anfang des 18. Jahrhunderts die Siedlung innerhalb der Umfassungsmauer der Festung befand und das Vorgebirge mehr für Ackerbau und Viehzucht genutzt wurde. Die Festung wurde im Laufe der Jahrhunderte mehrfach umgebaut, je nach jeweiligem Herrscher und Verteidigungsbedürfnissen; die unterschiedlichen Teile der Anlage wurden in verschiedenen Epochen errichtet.

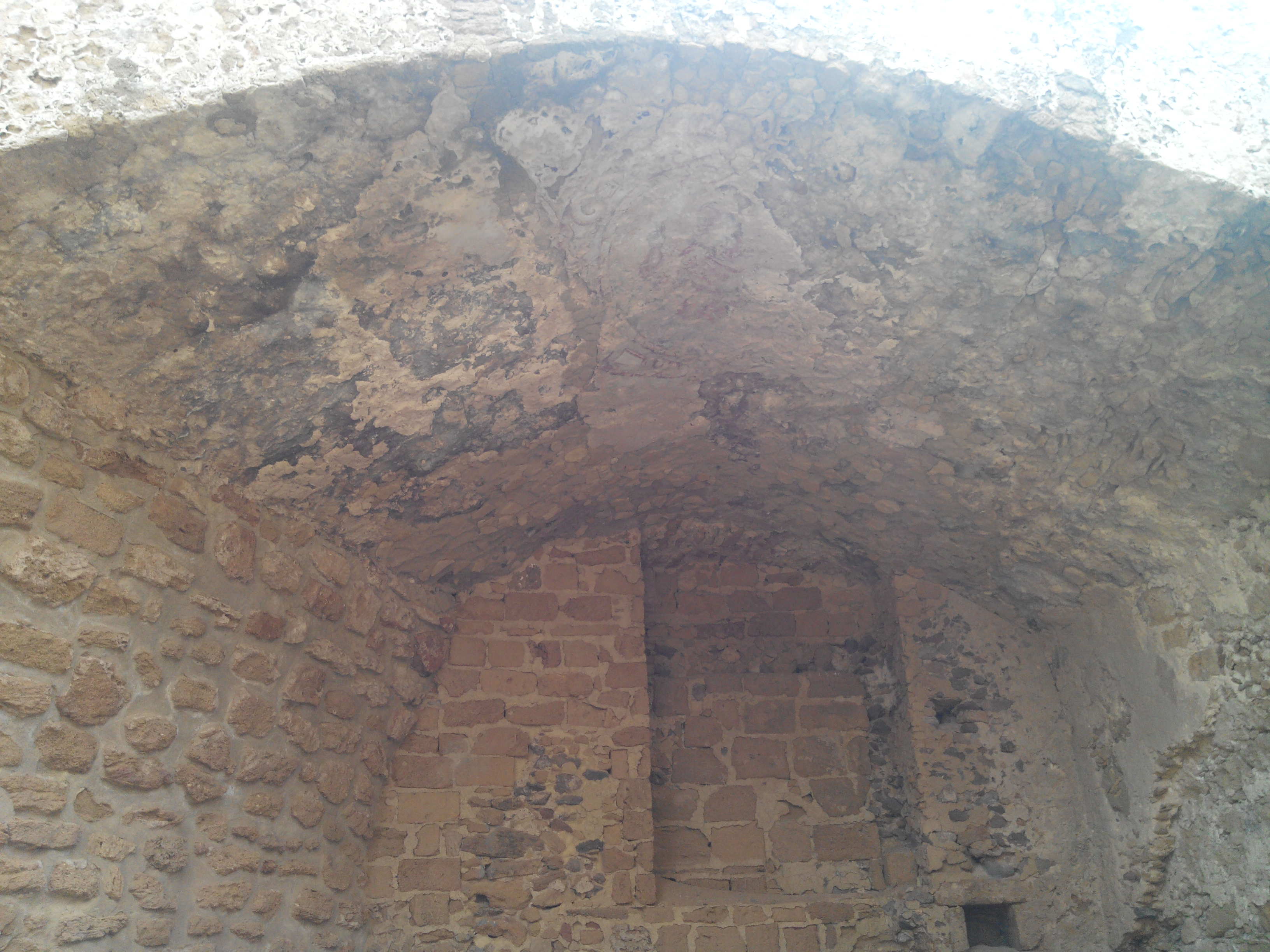
Kapelle der Festung
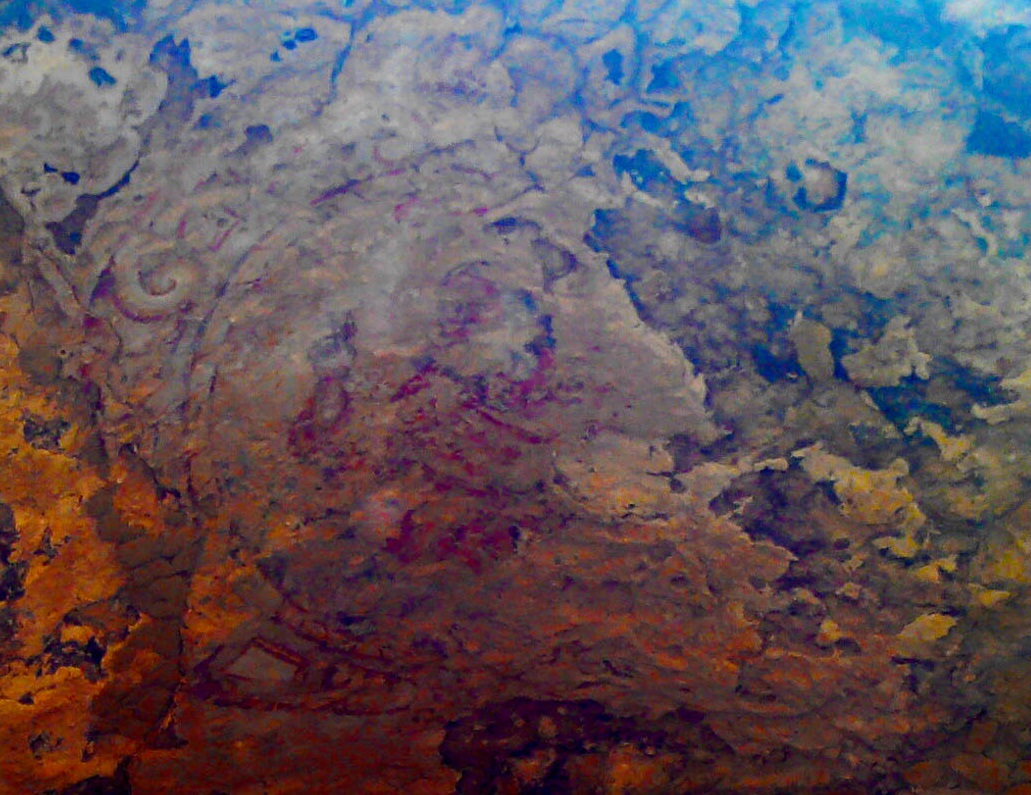
Detail eines Freskos am Gewölbe der Apsis

Im September 1980 widmete die Poste Italiane der Fortezza di Le Castella eine 80-Lire-Briefmarke, die zur Reihe Castelli d’Italia (dt.: Italienische Burgen) gehörte.
2015 öffnete die Festung dank einer Resolution ihre Pforten Hochzeitsfeiern.
Die Festung ist ein bedeutendes Museum unter der Verwaltung der Direzione Regionale Musei del MiC.